# La Palanca (Cercs)
La Palanca és una obra del municipi de Cercs (Berguedà) inclosa en l'Inventari del Patrimoni Arquitectònic de Catalunya.

## Descripció
Es tracta d'una edificació de planta rectangular allargada, format per planta baixa, un pis i golfes. Obertures distribuïdes amb homogeneïtat a la part de llevant. Aparell de pedra petita i maçoneria arrebossada a la part de llevant amb material tradicional i a la part nord (on hi ha la porta d'accés) amb material modern de cromatisme correcte amb l'entorn. Porta d'accés emmarcada amb carreus ben escairats i treballats i llinda superior. Obertura de finestra que conserva una reixa simple de ferro forjat tradicional. La teulada és a dues vessants amb carener paral·lel al pla de façana horitzontal de la casa. Presenta una ampliació posterior lateral per la banda nord. El cos central més antic conserva marcs i llindes en pedra treballada en alguna obertura de finestra posterior, a més a més de balcons exteriors amb reixa forjada.

## Història
Per tradició popular, construïda a finals del segle xviii, ha mantingut fins a l'actualitat la seva activitat original agrícola, amb manteniment de l'habitatge regular.